# Silicon Wadi

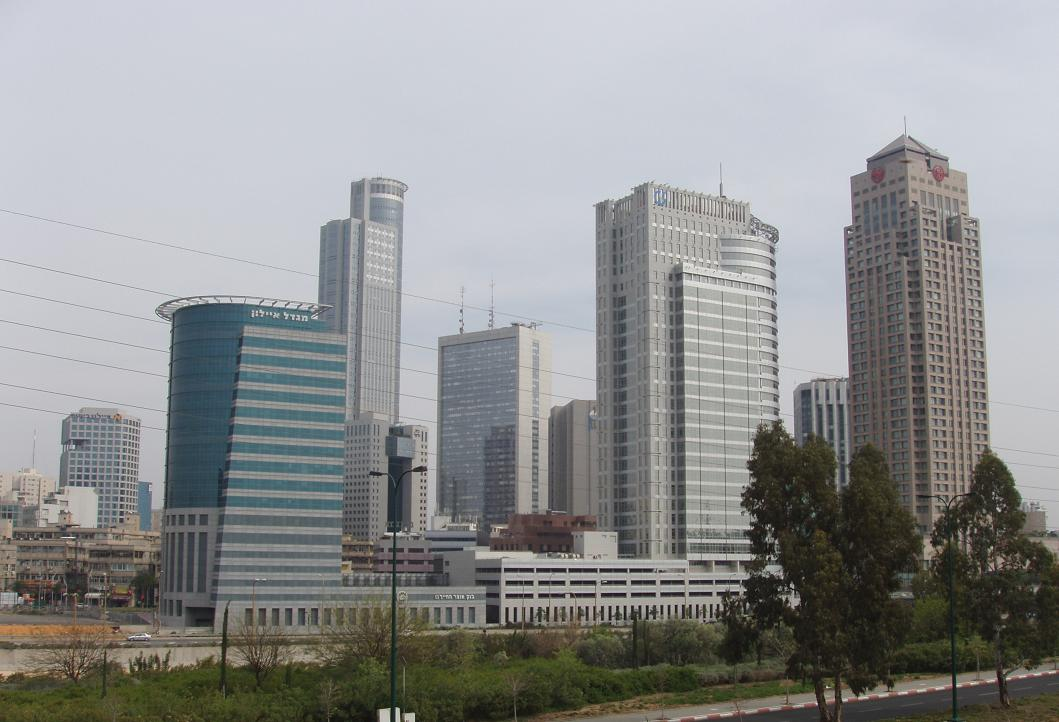
Le à Ramat Gan.

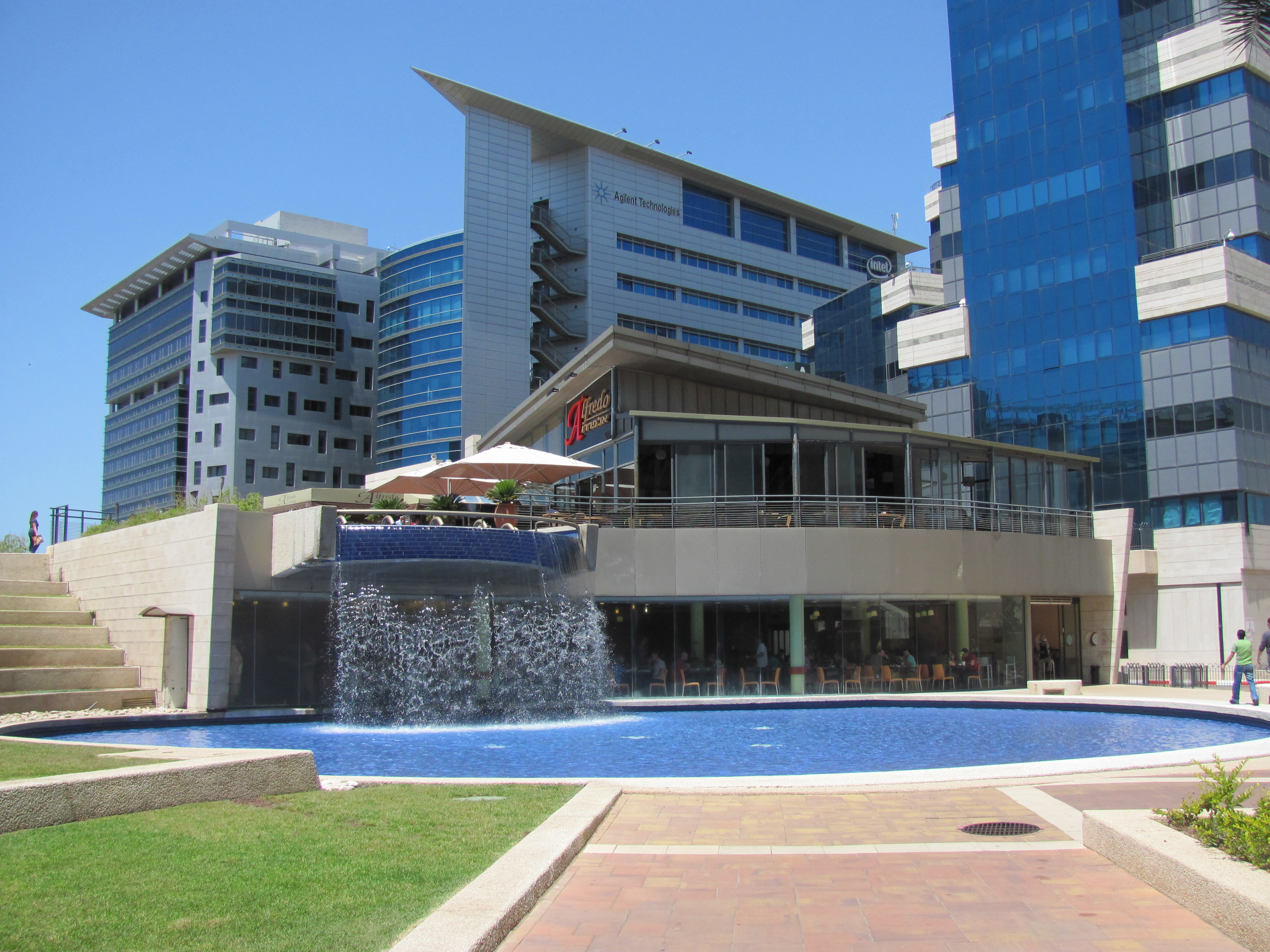
Parc scientifique d'Azorim à Petah Tikva.

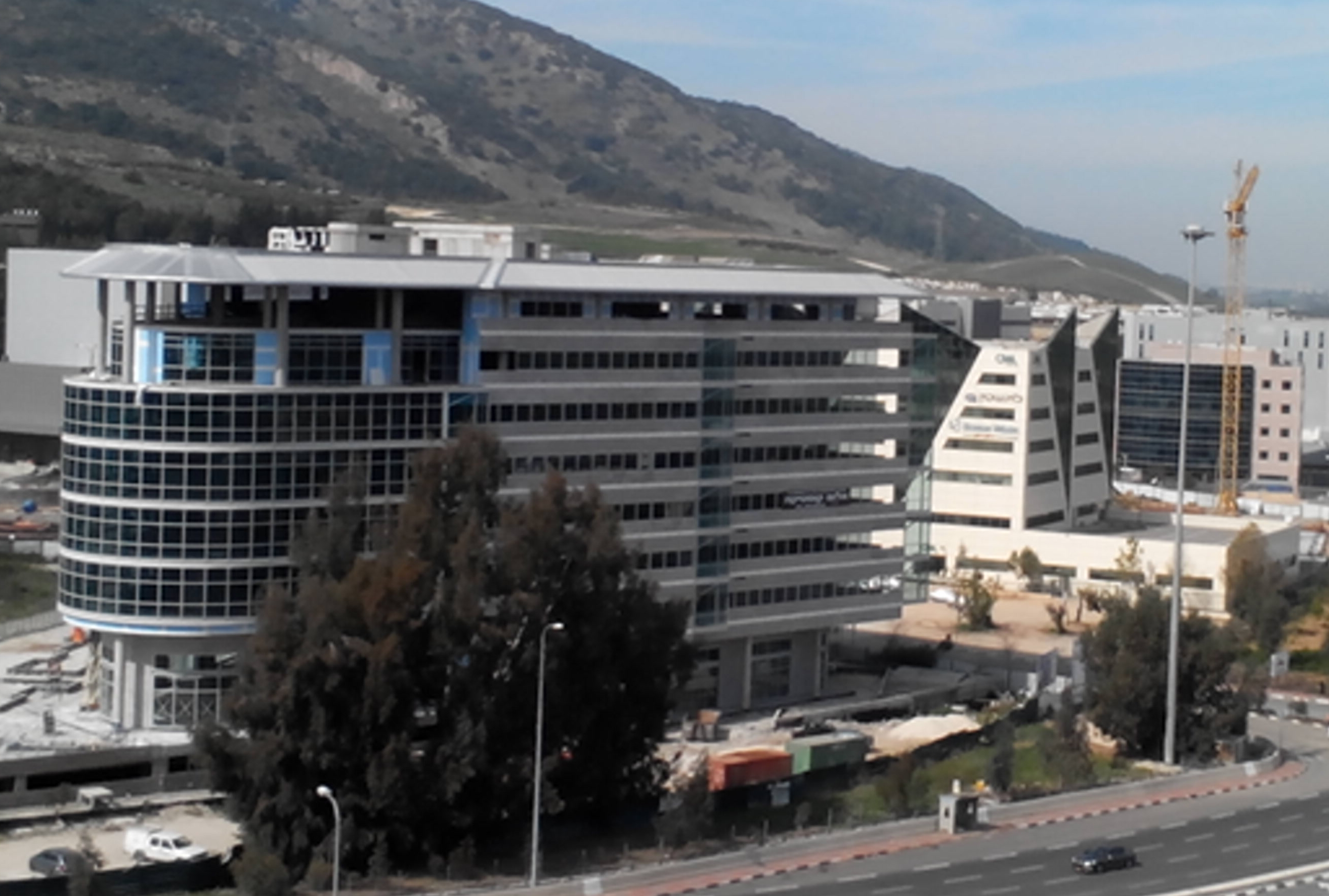
Village incubateur de Yoqneam.

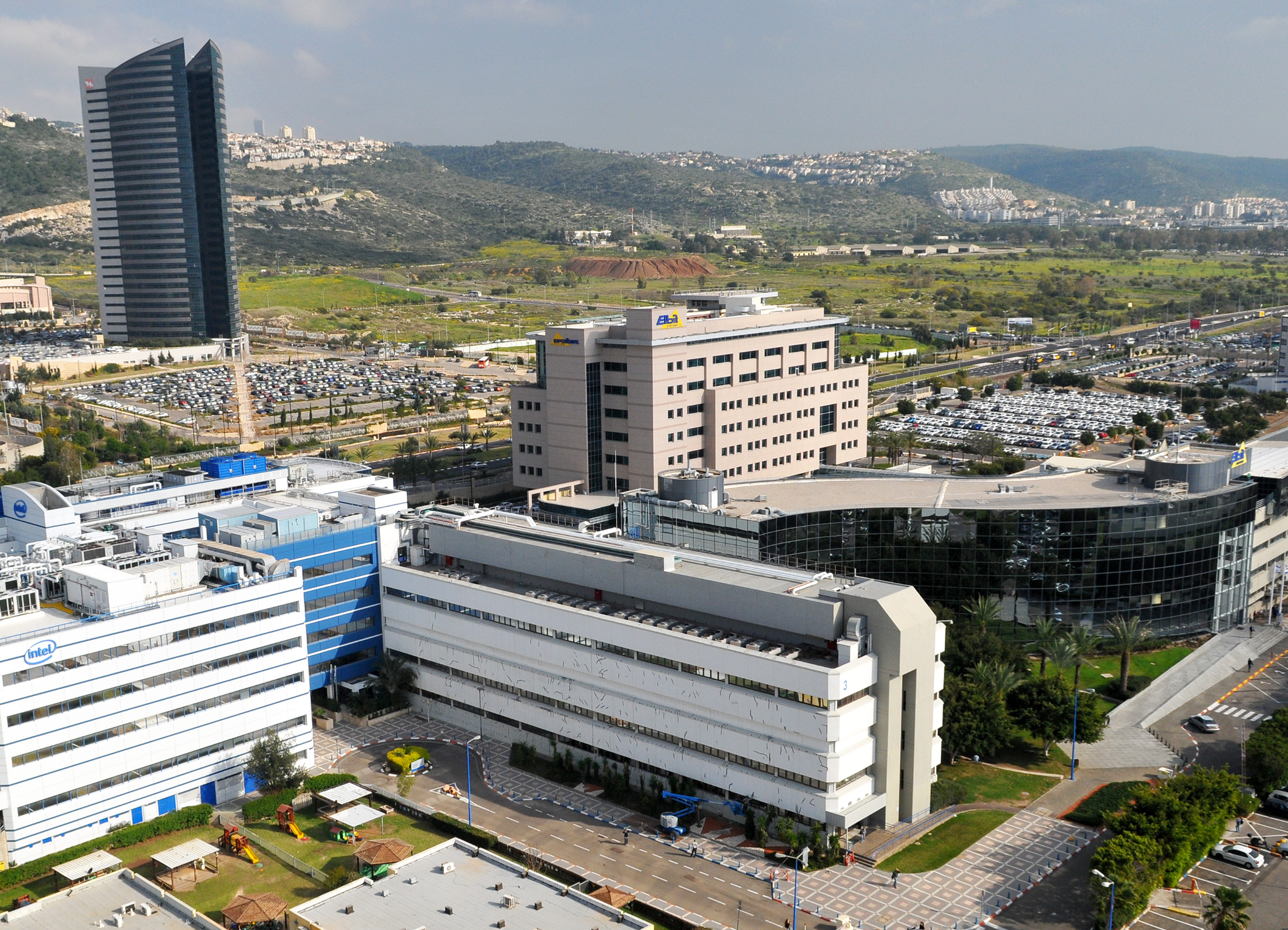
Parc scientifique de Matam à Haïfa.

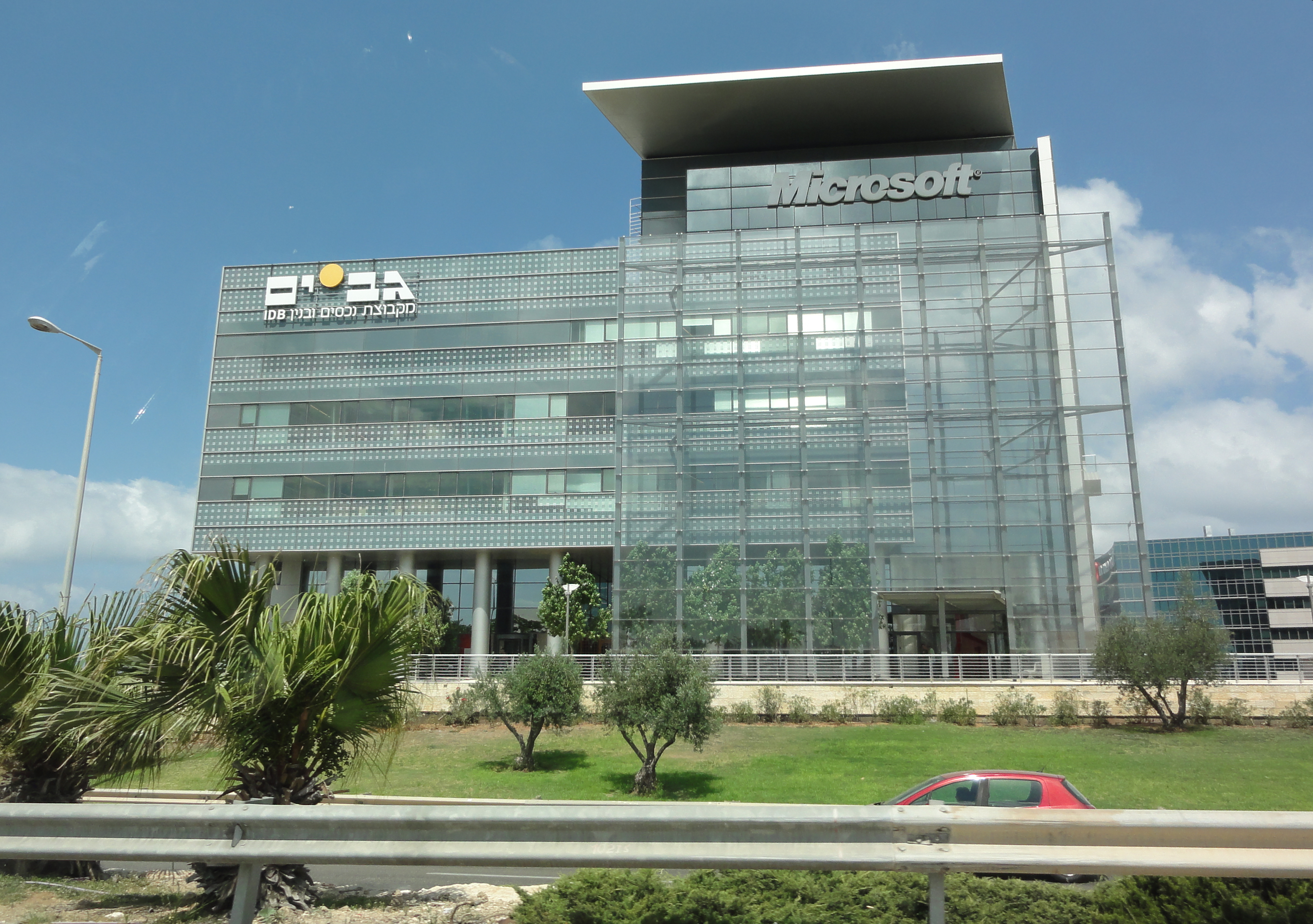
Siège local de Microsoft à Haïfa.

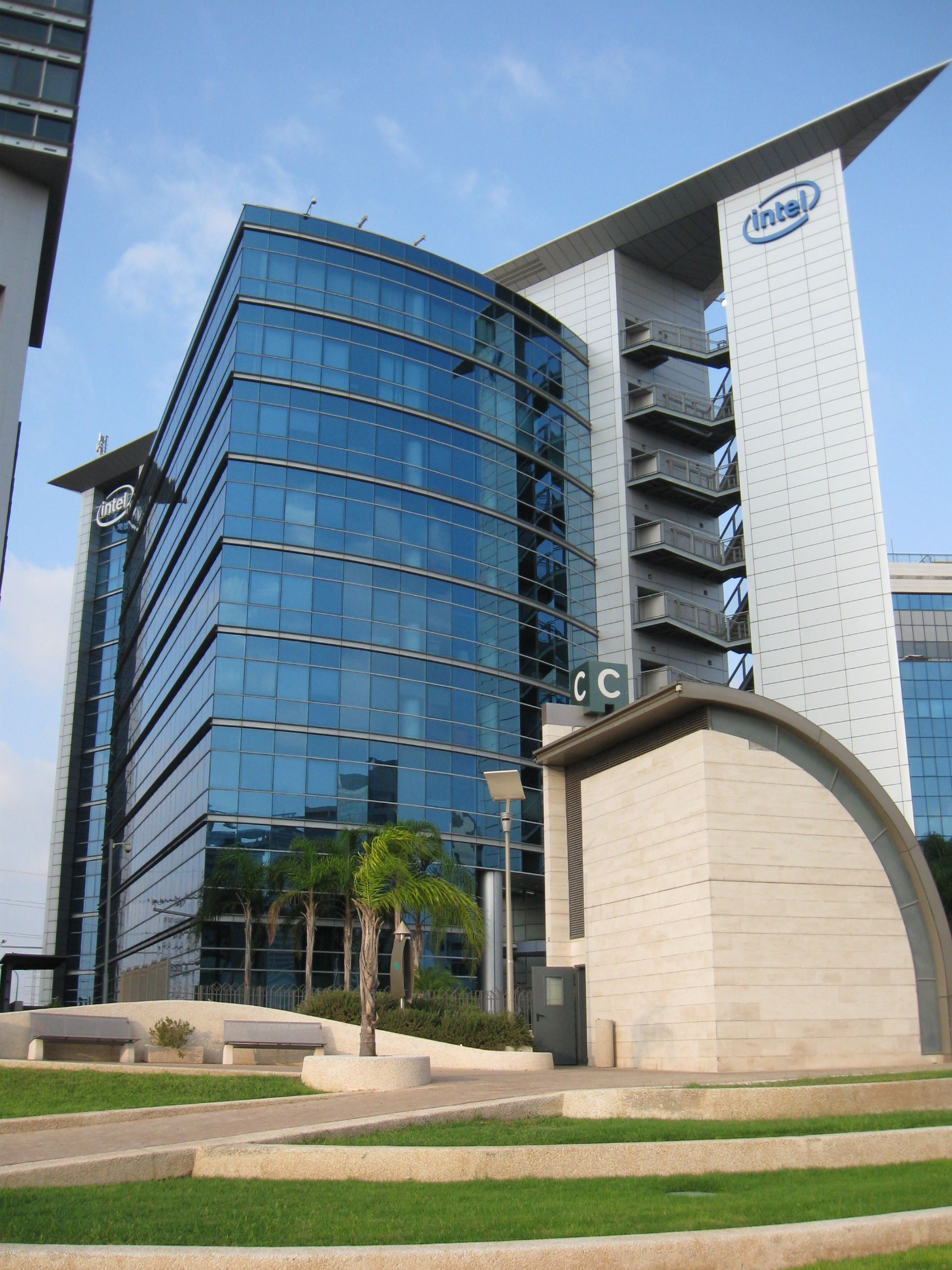
Bureaux d'Intel à Petah Tikva.

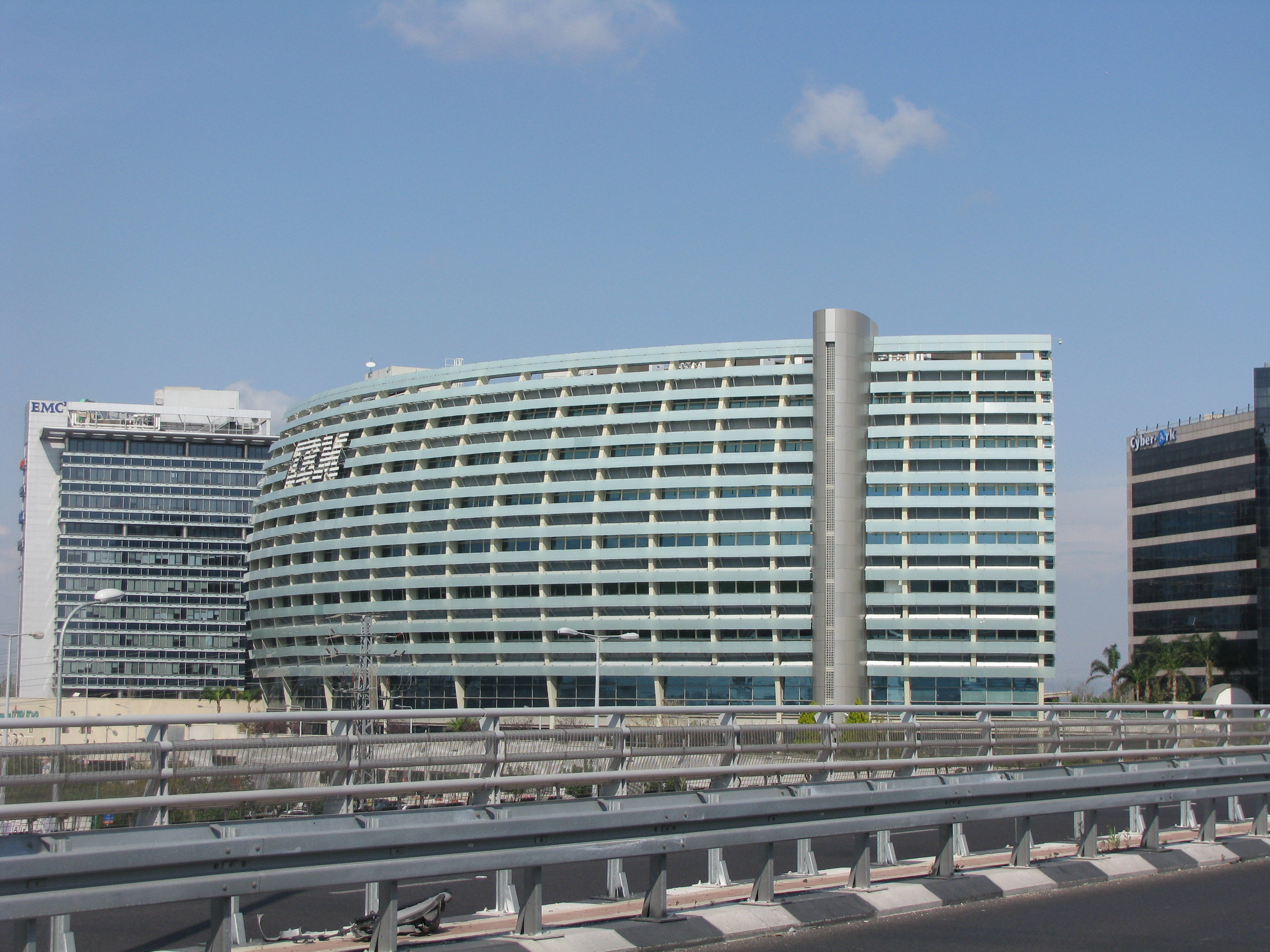
Bureaux d'IBM à Petah Tikva.

La Silicon Wadi (hébreu : סיליקון ואדי, littéralement la « vallée du silicium ») est une zone de grande concentration d'industries de hautes technologies située dans la plaine côtière israélienne et comparable à la Silicon Valley américaine. La région s'étend sur une grande partie de l'État d'Israël, bien que des concentrations particulièrement élevées d'industrie de hautes technologies puissent surtout être trouvées dans la région de Tel Aviv-Jaffa, ainsi que de plus petites près des villes de Ra'anana, Petah Tikva, Herzliya, Netanya, de la ville universitaire de Rehovot et de sa voisine Rishon Letsion. De plus, d'autres zones de hautes technologies peuvent aussi être trouvées à Haïfa et Césarée. Des secteurs de hautes technologies plus récents ont été construits à Jérusalem, dans des villes telles que Yoqneam et dans la première « ville privée d'Israël », Airport City, près de Tel Aviv-Jaffa.

## Origine du terme
Le nom de « Silicon Wadi » est un jeu de mots basé sur le nom de la Silicon Valley de Californie. « Wadi » est un mot arabe désignant une vallée ou un lit de rivière à sec et est également utilisé en hébreu.

## Histoire
Les entreprises de hautes technologies israéliennes commencent à apparaître dans les années 1960. En 1961, ECI Télécom (en) est fondée, suivie en 1962 par Tadiran et les Industries électroniques Elron (en) considérées par beaucoup comme le « Fairchild d'Israël ». Le nombre d'entreprises au succès international augmente lentement, avec seulement une ou deux nouvelles entreprises réussissant dans le monde chaque année jusqu'au début des années 1990. Motorola est la première société américaine à créer une unité de R&D en Israël en 1964. Le centre développe d'abord des produits sans fil, comme des systèmes d'irrigation à distance ou des puces de pointe plus récentes, telles que la 68030. À la suite de l'embargo français de ventes d'armes de 1967, Israël est forcée de développer une industrie militaire nationale, en se concentrant sur le développement de l'avantage technologique sur ses voisins. Certaines de ces entreprises militaires commencent à chercher et à développer des applications civiles de la technologie militaire. Dans les années 1970, d'autres innovations commerciales apparaissent, dont beaucoup sont basées sur la R&D militaire comme le système d'impression numérique Scitex (en), qui est basé sur des tambours à rotation rapide à partir de systèmes de guerre électronique à rotation rapide, et Elscint (en), qui développe une imagerie médicale innovante et devient une des premières entreprises sur son marché.
Les entreprises de hautes technologies continuent de lutter pendant cette période à travers le commercial et l'invention de nombreux produits, comme un mini-ordinateur développé dans les années 1970 par Elbit, mais qui n'a pas pu commercialiser avec succès le produit.

### Le marché mondial des logiciels prend son envol
Lentement, l'industrie informatique internationale met l'accent sur le matériel (dans lequel Israël n'a pas d'avantage comparatif) pour les produits logiciels (dans lesquels le capital humain joue un rôle plus important). Le pays devient l'une des premières nations à concurrencer les marchés mondiaux de logiciels. Dans les années 1980, un ensemble diversifié d'entreprises de logiciels se développe. Chaque niche trouvée qui n'est pas dominée par des entreprises américaines entre 1984 et 1991 connait une augmentation d'exportation de logiciels « purs » de 5 à 110 millions €. Beaucoup d'idées importantes sont développées par les diplômés du centre Mamram (en), le corps informatique israélien, établi par l'Armée de défense d'Israël dans les années 1960.
Au cours des années 1980 et du début des années 1990, plusieurs sociétés de logiciels à succès émergent en Israël, notamment : Amdocs (établie en 1982 sous le nom d'Aurec Information), Cimatron (en) (établie en 1982), Magic Software Enterprises (établie en 1983), Comverse (en) (établie en 1983 sous le nom d'Efrat Future Technologies), Aladdin Knowledge Systems (en) (établie en 1985), NICE Systems (établie en 1986), Mercury Interactive (en) (établie en 1989) et Check Point (établie en 1993).
Les années 1990 voient le décollage réel des industries de haute technologie en Israël, l'attention des médias internationaux augmentant la sensibilisation à l'innovation dans le pays. La croissance augmentant, alors que de nombreux immigrants d'Union soviétique arrivent et fournissent une main-d’œuvre diplômée disponible. Les accords de paix, comme les Accords d'Oslo de 1993, favorisent l'environnement d'investissement et la Silicon Wadi commence à se transformer en une remarquable zone concentrée de haute technologie.

### Envol d'internet
En 1998, Mirabilis, une société israélienne ayant développé le programme de messagerie instantanée ICQ, qui révolutionne la communication sur Internet, est racheté par America Online (AOL) pour 407 millions €, 18 mois après sa création et sans avoir généré de revenus. Le service gratuit attire une base d'utilisateurs de 15 millions dans cette période et, en 2001, ICQ compte plus de 100 millions d'utilisateurs dans le monde.
Le succès de Mirabilis déclenche un boom d'internet en Israël et des milliers de petites sociétés sont créées entre 1998 et 2001, tandis que le capital risque augmente chez les entreprises israéliennes a hauteur de 1 851 millions € en 1999, atteignant un maximum de 3 701 millions € en 2000. Plus de cinquante entreprises israéliennes font leur introduction en bourse au NASDAQ et autres marchés boursiers internationaux pendant cette période.

### La Silicon Wadi aujourd'hui
Depuis plus de 50 ans, la demande locale alimente l'expansion industrielle israélienne, tandis que la population du pays augmente rapidement et le niveau de vie également. Plus récemment, la demande mondiale pour les technologies avancées, les logiciels, l'électronique et d'autres équipements sophistiqués israéliens stimule la croissance industrielle. La très bonne réputation d'Israël dans les nouvelles technologies résulte de l'accent mis sur l'enseignement supérieur et la R&D. Les facteurs culturels contribuant à l'expansion sont le concept de chutzpah et l'ouverture à l'immigration. Le gouvernement aide également la croissance industrielle en fournissant des prêts à faible taux à partir de son budget de développement. Les principales limitations rencontrées par l'industrie sont la pénurie de matières premières nationales et de sources d'énergie et la taille restreinte du marché local. Un certain avantage est que de nombreux diplômés universitaires israéliens sont susceptibles de devenir des entrepreneurs informatiques ou de se joindre à des jeunes entreprises, soit environ deux fois plus que les diplômés universitaires américains, qui sont également attirés par des postes de direction traditionnels, selon Charles A. Holloway (en), co-directeur du Centre d'études entrepreneuriales et professeur à la Stanford Graduate School of Business de l'université Stanford. ICQ, par exemple, l'un des producteurs de logiciels israéliens les plus connus au monde, a été développé par 4 jeunes entrepreneurs. IBM a une équipe de R&D à Jérusalem qui fait partie d'un certain nombre d'autres affiliées à IBM Israel (en).

### Recherche généalogique
Selon l'étude menée par le professeur Shmuel Ellis, président du département de gestion de la Faculté de gestion de l'université de Tel Aviv, en collaboration avec le professeur Israel Drori de la School of Business Administration du Collège de Management et le professeur Zur Shapira, présidente du Département de gestion et d'organisation de l'université de New York, le Groupe RAD (en), fondé en 1981 par les frères Yehuda et Zohar Zisapel (en), a été le « terrain le plus fertile » pour créer des entrepreneurs israéliens, ayant produit 56 « entrepreneurs en série » ayant créé plus d'une société chacun. Les « diplômés » du Groupe RAD sont responsables de la mise en place de 111 initiatives significatives de haute technologie.

## Situation géographique

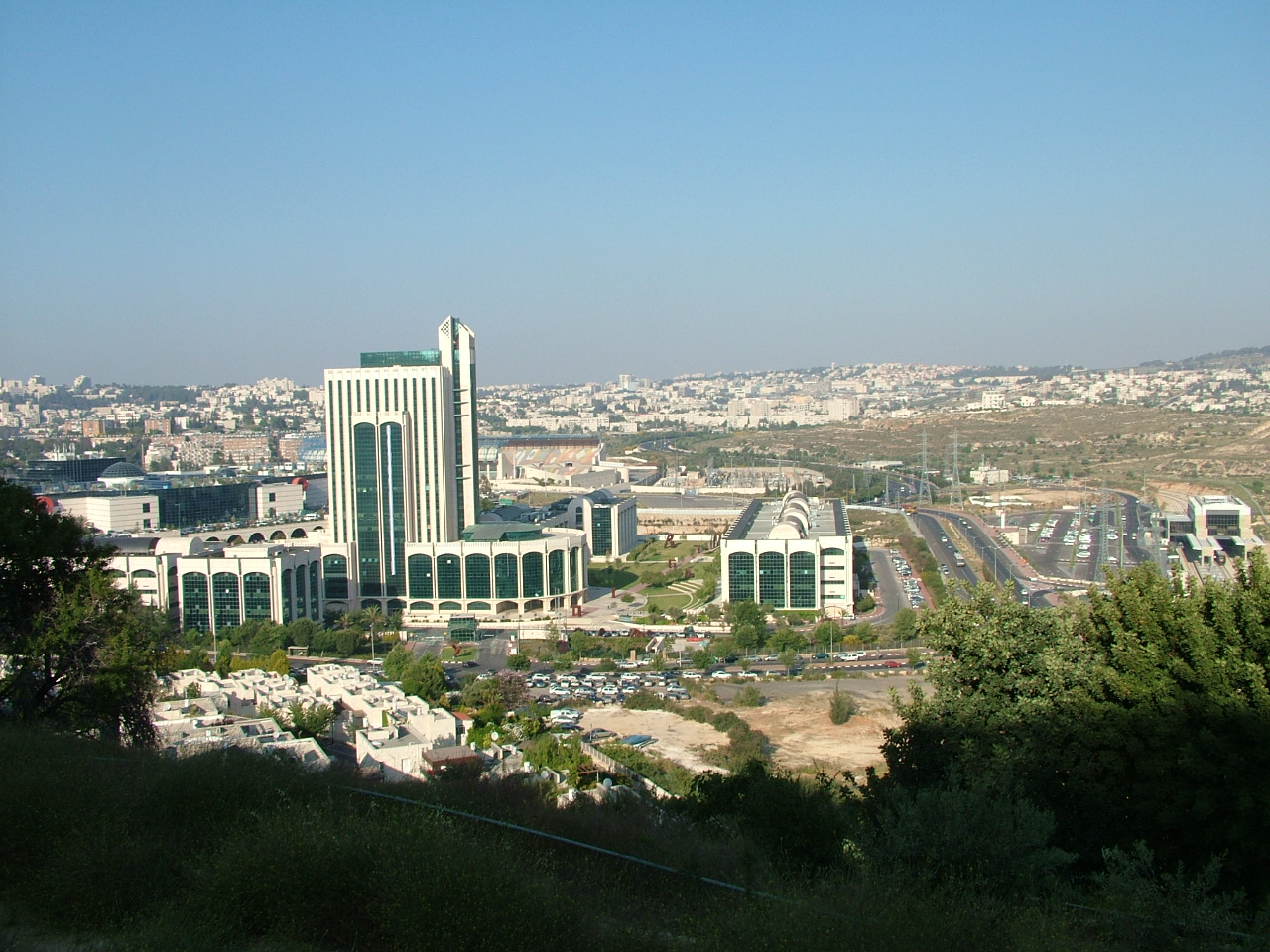
Le.

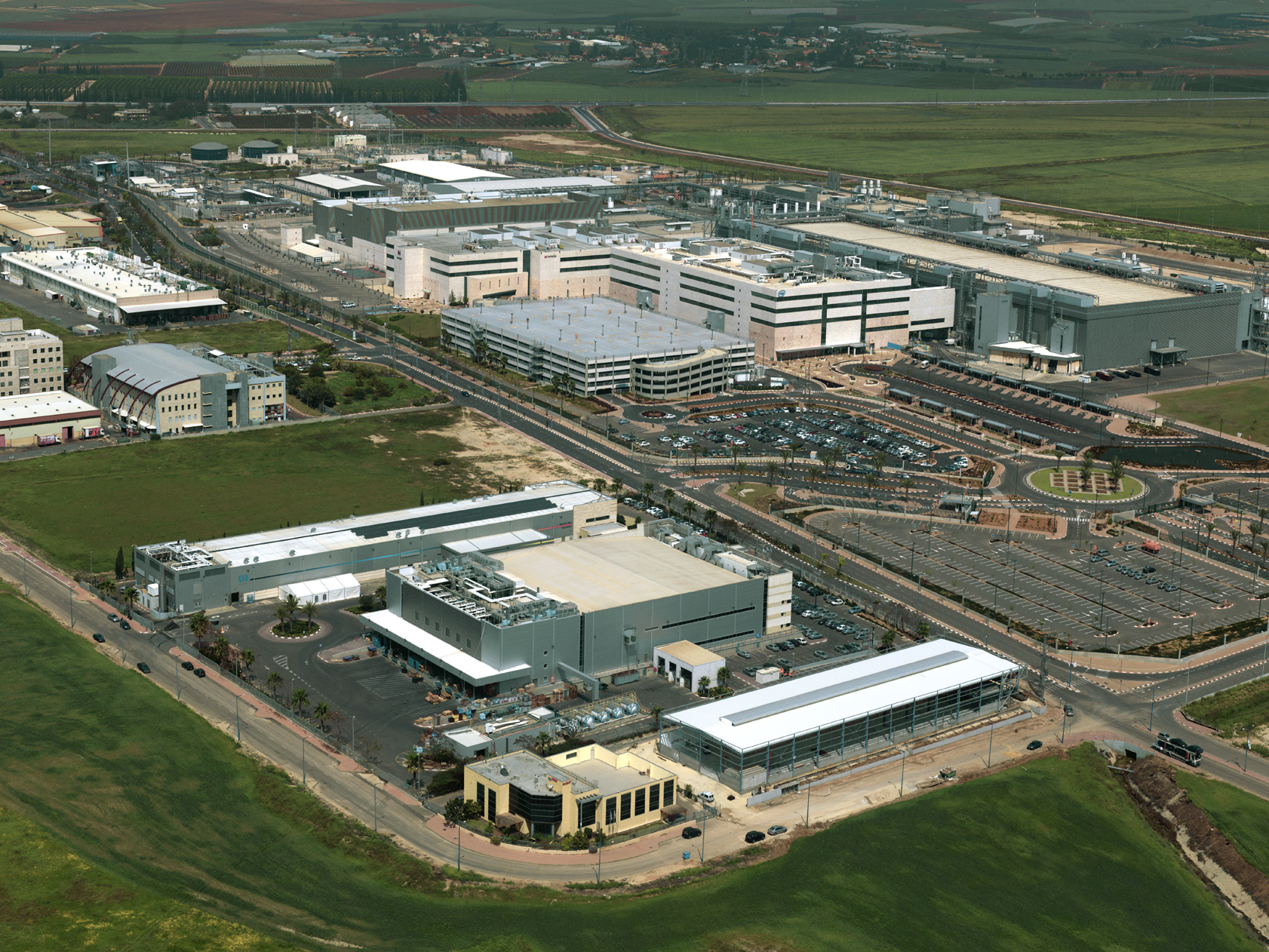
Centres de production de HP, Intel et Micron à Kiryat Gat.

En raison de la petite taille d'Israël, la concentration d'entreprises de haute technologie dans une grande partie du pays suffit pour être reconnue comme une seule grande zone. La plupart des activités sont situées dans les zones densément peuplées de la métropole de Tel Aviv-Jaffa, Haïfa (Matam (en)), et Jérusalem (parc scientifique de Jérusalem (en), Har Hotzvim (en) et JVP Media Quarter (en) à Talpiot), et au village incubateur de Yoqneam, bien que d'autres secondaires comprenant des activités supplémentaires se trouvent dans le corridor en direction vers Beer-Sheva, comme à Kiryat Gat, et en Galilée occidentale. Au total, il s'agit d'une superficie ne dépassant pas 6 000 kilomètres carrés, la moitié de celle de la Silicon Valley.

## Économie
Beaucoup de sociétés de technologie internationales disposent de secteurs de Recherche et développement dans la région, comme Intel, IBM, Google, Facebook, Hewlett-Packard, Philips, Cisco Systems, Oracle, SAP, BMC Software, Microsoft, Motorola et CA Technologies. Beaucoup d'entreprises israéliennes de haute technologie sont basées dans la région, comme Zora (en), CEVA (en), Aladdin Knowledge Systems (en), Mellanox, NICE Systems, Horizon Semiconductors, RAD Data Communications (en), Radwin, Radware (en), Tadiran Telecom (en), Radvision, Check Point, Amdocs, Babylon, Elbit, Israel Aerospace Industries ainsi que le concepteur et fabricant de matériel thermique solaire Solel (en), la plupart étant listé au NASDAQ qui a de plus un indice d'Israël. Intel a développé son processeur Core Duo multi-cœur dans son centre de développement d'Israël situé à la Merkaz Ta'asiya ve'Meida (Matam (en)) à Haïfa. En 2006, plus de 3 000 startup sont créées en Israël, un nombre qui place le pays à la seconde place après les États-Unis. Newsweek a également qualifié Tel Aviv comme l'une des dix meilleures « villes de haute technologie » du monde. En 1998, Tel Aviv est nommée par Newsweek comme l'une des dix plus influentes villes sur le plan technologique du monde. En 2012, la ville est également nommée comme l'un des meilleurs endroits pour démarrer une entreprise de haute technologie, placée seulement à la seconde place derrière la Silicon Valley américaine,.

### Importance
L'importance de la Silicon Wadi est d'abord été reconnue internationalement par le magazine Wired qui, en 2000, classe le lieu grâce à la force des effets de concentration, donnant au site israélien de haute technologie le même rang que Boston, Helsinki, Londres ou Kista en Suède, et deuxième seulement derrière la Silicon Valley.

### Secteurs
- Une concentration de sociétés de logiciels, qui sont en train de monétiser des téléchargements de logiciels « gratuits » par la publicité en ligne ou de modifier les systèmes de l'utilisateur, a été qualifié de Vallée du téléchargement[18],[19].

## Industrie du capital-risque israélien

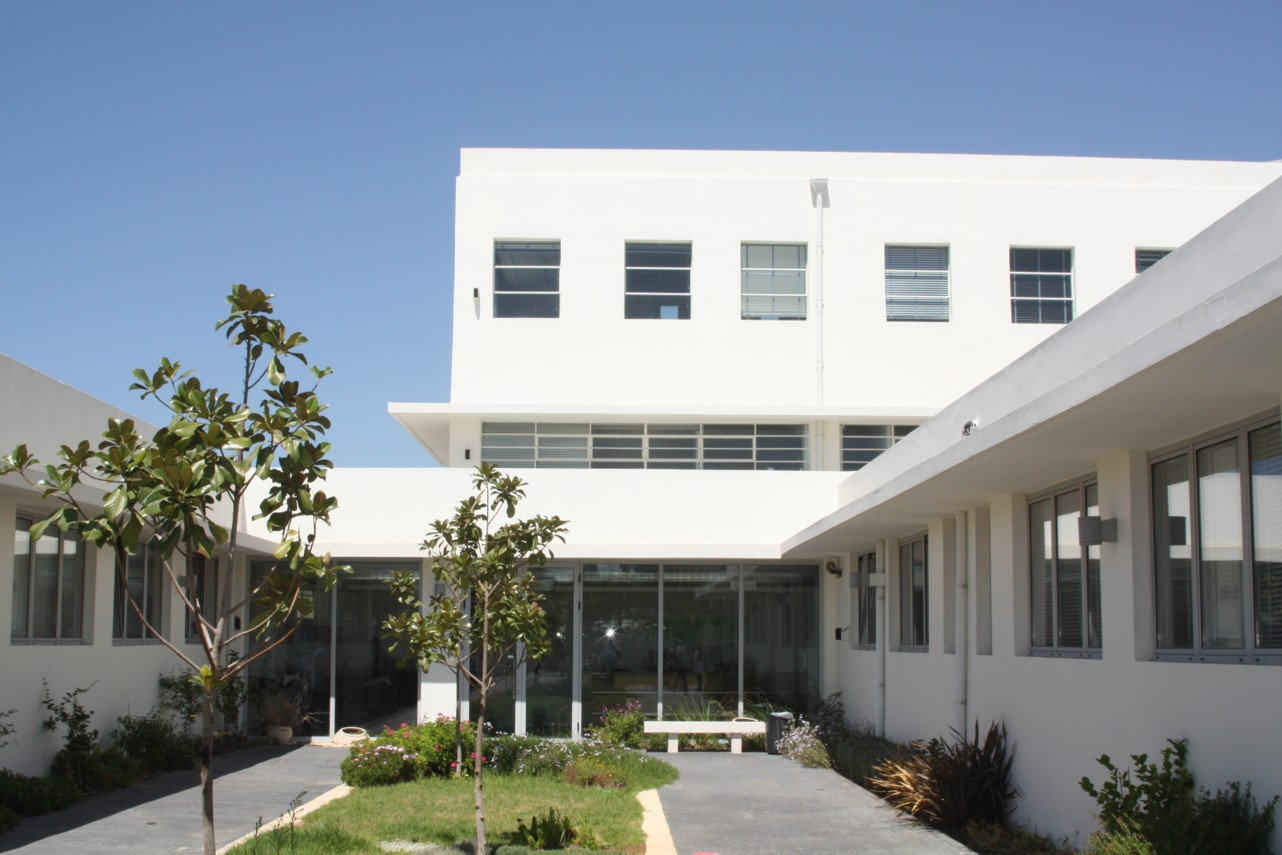
La ' (JVP), l'une des plus grandes sociétés de capital risque d'Israël.

L'origine de l'industrie de capital risque en plein essor peut être attribuée à une initiative gouvernementale de 1993 appelée le programme Yozma (« Initiative » en hébreu) qui offre alors des incitations fiscales attrayantes à tout investissement de capital-investissement étranger en Israël et propose de doubler tout investissement avec des fonds du gouvernement. En conséquence, entre 1991 et 2000, les dépenses annuelles de capital-risque en Israël, presque toutes privées, sont multipliées par plus de 60, passant de 58 millions $ à 3,3 milliards $. Les entreprises lancées par des fonds de risque israéliens passent de 100 à 800 et les revenus de technologie de l'information en Israël passent de 1,6 milliard $ à 12,5 milliards $ En 1999, Israël occupait le deuxième rang, derrière les États-Unis, dans le montant de capital privé investi en tant que part du PIB. La pays domine cependant dans la part de sa croissance attribuable aux entreprises de haute technologie : 70 %.
L'industrie florissante du capital-risque en Israël joue un rôle important dans le secteur en plein essor de la haute technologie, la crise financière mondiale de 2007-2010 affecte également la disponibilité du capital-risque au niveau local. En 2009, il y a 63 Ffusions-acquisitions sur le marché israélien d'une valeur totale de 2,54 milliards de dollars$, 7 % en dessous des niveaux de 2008 (2,74 milliards $), lorsque 82 entreprises israéliennes ont été fusionnées ou acquises et 33 % inférieures à celles de 2007 (3,79 milliards $) lorsque 87 entreprises israéliennes ont été fusionnées ou acquises. De nombreuses sociétés israéliennes de haute technologie ont été acquises par des sociétés mondiales pour leur personnel qualifié et fiable.
L'industrie israélienne du capital-risque compte environ 70 fonds actifs de capital risque, dont 14 internationaux ayant son siège en Israël. En outre, il existe quelque 220 fonds internationaux, comme Polaris Partners (en), Accel Partners et Greylock Partners (en), qui n'ont pas de succursales en Israël, mais investissent activement dans le pays par l'intermédiaire d'un spécialiste interne.
En 2009, le secteur de sciences de la vie domine le marché avec 272 millions $ ou 24 % du capital total levé, suivi par le secteur du logiciel avec 258 millions $ ou 23 %, le secteur des communications avec 219 millions $ ou 20 %, and theet le secteur d'internet avec 13 % du capital total levé en 2009.

## Multinationales technologiques opérant en Israël

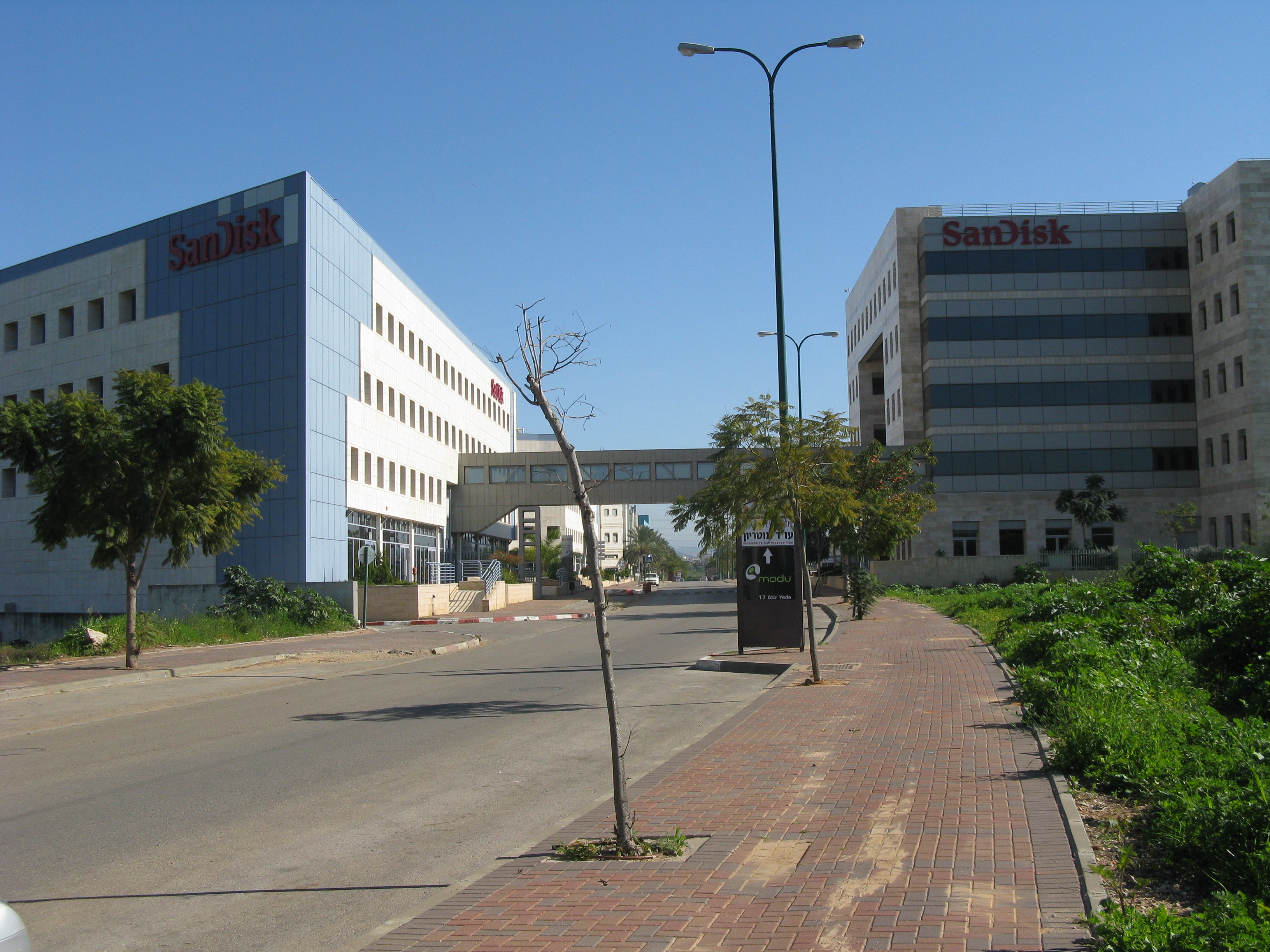
Siège israélien de SanDisk à Kfar Saba.

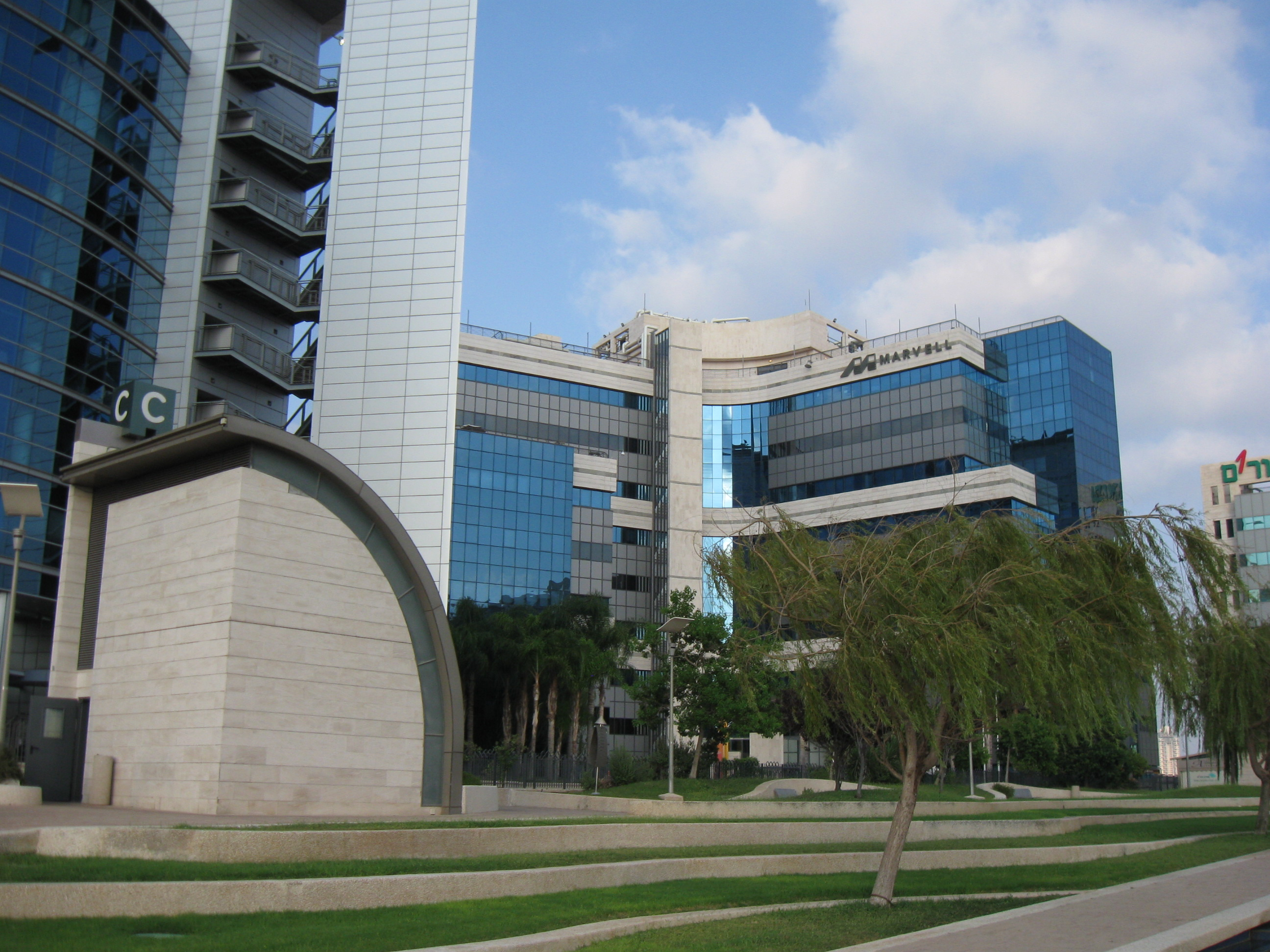
Centre de développement de Marvell à Petah Tikva.

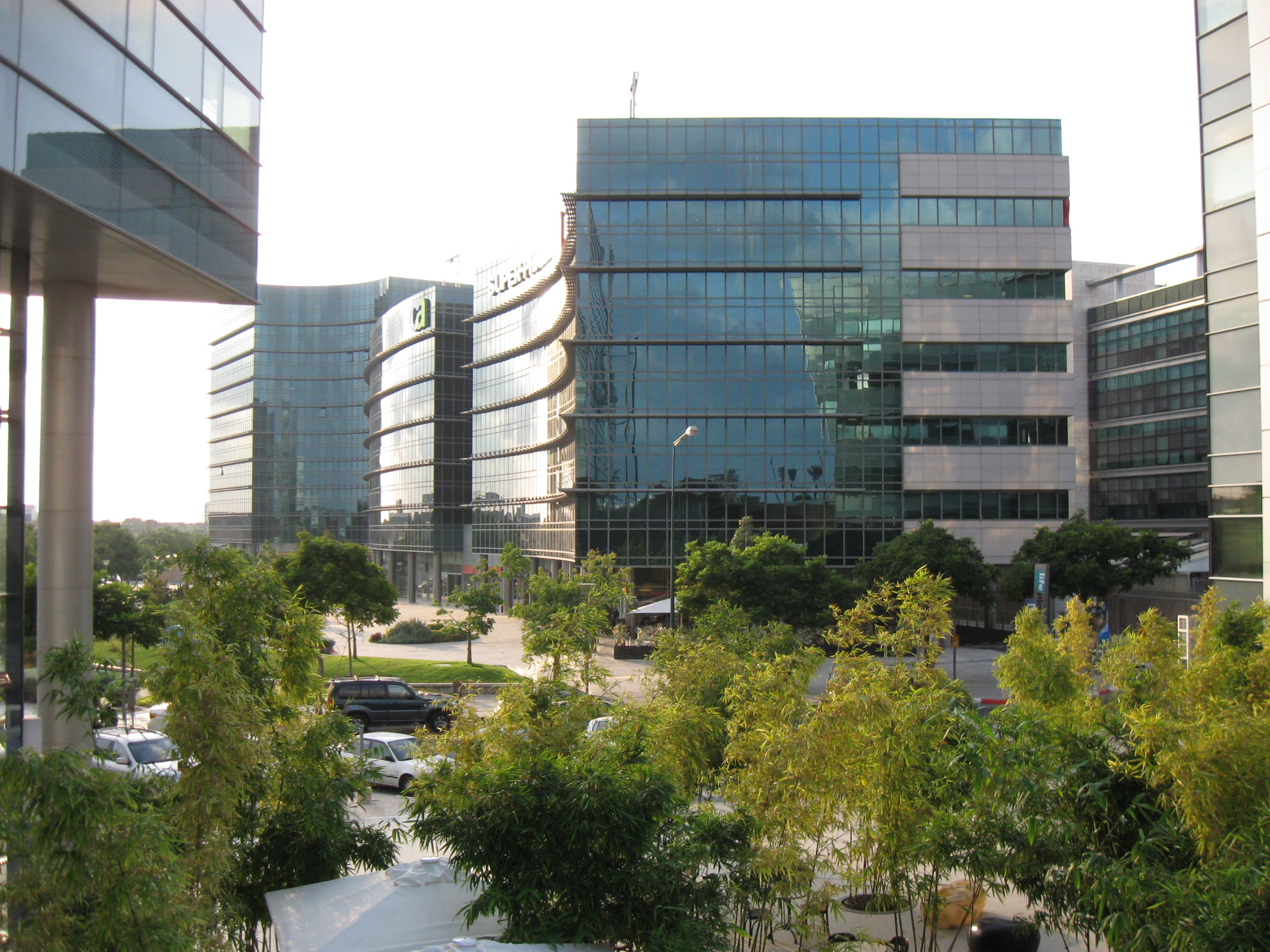
Centre de développement CA Technologies à Herzliya.

Avec un bilan aussi impressionnant de création de profits par la technologie, Israël est devenu le premier choix pour de nombreux chefs d'entreprise et des géants de l'industrie de haute technologie. En 2010, plus de 35 000 professionnels sont employés dans des centres de recherche et de développement multinationaux en Israël, faisant de la Silicon Wadi une source de développement technologique stratégique à l'échelle mondiale. Environ 60 centres étrangers de R&D sont impliqués dans une large gamme d'activités, comme les produits chimiques, les machines industrielles, les équipements de communication, les instruments scientifiques, les dispositifs médicaux, les équipements de mémoire flash, les composants informatiques, les logiciels, les semi-conducteurs et internet.
| Entreprise               | Année d'établissement en Israël | Nombre d'employés en Israël | Principales acquisitions en Israël |
| ------------------------ | ------------------------------- | --------------------------- | --- |
| IBM                      | 1949                            | 2 000                       | Ubique, I-Logix, XIV, Guardium, Diligent Technologies, Storwize, Worklight, Trusteer, EZSource                                                                                           |
| Motorola                 | 1964                            | 1 500                       | Terayon, Bitband |
| Intel                    | 1974                            | 9 200                       | DSPC Envara, Comsys, InVision Biometrics, Telmap Mobileye |
| Microsoft                | 1989                            | 750                         | Maximal, Peach Networks, Whale Communications, Gteko, YaData, 3DV Systems Secure Islands                                                                                                 |
| Applied Materials        | 1991                            | 1 200                       | Orbot Instruments, Opal Technologies, Oramir Semiconductor |
| Qualcomm                 | 1993                            | 450                         | EPOS (ultrasound positioning), DesignArt Networks (femtocell), iSkoot, Wilocity (WiGig), CSR/Zoran Israel imaging unit; also invested in multiple Israeli startups via Qualcomm Ventures |
| Cisco Systems            | 1997                            | 1 500                       | CLASS Data Systems, HyNEX, Seagull Semiconductor, PentaCom, P-Cube, Riverhead Networks, Intucell, Sheer Networks, NDS Group                                                              |
| Hewlett-Packard          | 1998                            | 6 000                       | Indigo Digital Press, Scitex Vision, Nur Macroprints, Mercury Interactive, Shunra |
| SAP AG                   | 1998                            | 800                         | OFEK-Tech, TopTier Software, TopManage, A2i |
| Alcatel Lucent           | 1998                            | 250                         | LANNET, Chromatis Networks, Mobilitec |
| GE Healthcare            | 1998                            | 400                         | entreprises nucléaires et MR d'Elscint, Diasonics Vingmed |
| BMC Software             | 1999                            | 450                         | New Dimension Software, Identify Software |
| CA Technologies          | 1999                            | 300                         | Security-7, Abirnet, XOSoft, Oblicore, Nolio |
| Philips Electronics      | 1999                            | 700                         | Elscint, Veon, CDP Medical |
| Broadcom                 | 2000                            | 500                         | VisionTech, M-Stream, Siliquent Technologies, Dune Networks, Percello, Provigent, SC Square                                                                                              |
| Marvell Technology Group | 2000                            | 1 600                       | Galileo Technology |
| Siemens                  | 2000                            | 900                         | eship-4u, Tecnomatix Technologies, Solel Solar Systems |
| EMC Corporation          | 2004                            | 1 000                       | Kashya, nLayers, proActivity, Illuminator, ZettaPoint, Cyota, XtremIO |
| eBay                     | 2005                            | 400                         | Shopping.com, Fraud Sciences, The Gift Project, SalesPredict, Corrigon Ltd. |
| SanDisk                  | 2006                            | 650                         | M-Systems |
| Google                   | 2006                            | 600                         | LabPixies, Quiksee, modu (patents only), Waze SlickLogin |
| Red Hat                  | 2008                            | 200                         | Qumranet |
| VMware                   | 2008                            | 200                         | B-Hive networks, nlayers, Digital Fuel, Wanova |
| Micron Technology        | 2010                            | 1 300                       | Acquired Numonyx, une coentreprise d'Intel Corporation et STMicroelectronics |
| Klarna                   | 2011                            | 40                          | Analyzd |
| Apple Inc.               | 2012                            | 450                         | Anobit, PrimeSense LinX Computational Imaging Ltd |
| Covidien                 | 2012                            | 1 200                       | Oridion Systems, superDimension, PolyTouch |
| Facebook                 | 2013                            | 110                         | Onavo, Pebbles Interfaces |
| Amazon                   | 2014                            | 150                         | Annapurna Labs, |